# Serena Vincent
Serena Vincent (5 de diciembre de 2001) es una deportista de Reino Unido que compite en atletismo. Ganó una medalla de plata en el Campeonato Europeo de Atletismo Sub-23 de 2023, en la prueba de lanzamiento de peso.

## Palmarés internacional
| Campeonato Europeo de Atletismo Sub-23 | Campeonato Europeo de Atletismo Sub-23 | Campeonato Europeo de Atletismo Sub-23 | Campeonato Europeo de Atletismo Sub-23 |
| Año                                    | Lugar                                  | Medalla                                | Prueba                                 |
| -------------------------------------- | -------------------------------------- | -------------------------------------- | -------------------------------------- |
| 2023                                   | Espoo (Finlandia)                      | Medalla de plata                       | Peso                                   |